# Tony Punk
Tony Punk es un músico, DJ y productor español, conocido por su participación como bajista en las bandas Los Guapos y The Miguélez, así como por sus colaboraciones en programas de radio. Ha estado vinculado a la escena musical alternativa de Madrid, destacando en géneros como el rock y el post-punk revival.

## Biografía
Nacido en Madrid y criado en el barrio de Vallecas, Tony Punk mostró desde joven un fuerte interés por la música, recibiendo clases de piano en su infancia. En 2001 formó sus primeras bandas, influenciadas por el garage rock revival, con grupos como The Strokes o The Hives como referentes. Al mismo tiempo, empezó a actuar como DJ en locales de música indie y alternativa de la capital.
En 2005 se adentró activamente en la escena de la llamada removida madrileña, colaborando con artistas como Roberta Marrero, La Prohibida y, de forma destacada, con el colectivo La Nueva Carne, con quienes actuó en el programa Los conciertos de Radio 3 de TVE.
Posteriormente formó el grupo Laussane Party People, de corte post-punk, que tuvo repercusión en los círculos underground de Madrid.

## Trayectoria musical

### Los Guapos
En 2007 se incorporó como bajista a Los Guapos tras la salida de su bajista original. Durante esta etapa participó en la grabación de su primer disco y en una gira nacional que se prolongó más de un año. En 2010 dejó la banda por motivos personales.

### PANTANO
En 2021 se unió como bajista a la banda madrileña PANTANO, con quienes grabó y produjo siete sencillos. La banda ofreció numerosos conciertos por España y su tema No me hagáis hablar fue incluido en la producción de TVE La Ley del Mar.

### The Miguélez
Actualmente forma parte de la banda The Miguélez, liderada por el guitarrista y cantante Luis Miguélez. En 2024, con motivo del 40.º aniversario de la canción Ni tú ni nadie, grabaron una versión cuyo vídeo fue dirigido por Tony Punk. Este tuvo alta rotación en MTV y fue destacado en varios medios musicales.
En entrevistas, Tony Punk ha destacado su colaboración con Luis Miguélez desde los tiempos de En plan travesti, participando en proyectos como La Nueva Carne, La Prohibida o Roberta Marrero.

### Otros proyectos
También ha formado parte de bandas como Nikaenen, Crack for Austin y Laussane Party People, todas relacionadas con la escena alternativa de Madrid.

## Producción
Desde 2006 ha producido y grabado a diversos grupos como Nikaenen, TBS, P.L. Girls y, más recientemente, el EP homónimo de Mátame Camión, editado en vinilo de 7. También ha realizado remezclas para artistas como Chimo Bayo, Bravo Fisher, Hertzinfarkt y Febrero.

## Radio
En el verano de 2016 se incorporó al programa Madrugadas de Verano de Radio Nacional de España, donde presentó la sección semanal La Atalaya de Tony Punk. Repitió su colaboración en la edición de 2017.